# Budweiser League First Division 1987
La Budweiser League First Division 1987 è stata la 2ª edizione dell'omonimo torneo di football americano di terzo livello. La sua finale è considerata il primo campionato nazionale britannico di terzo livello (non coincidente con il rispettivo Britbowl).

## Squadre partecipanti
| Club                    | Città             | Stadio | Sponsor ufficiale | Risultato nella stagione 1986 |
| ----------------------- | ----------------- | ------ | ----------------- | ----------------------------- |
| Ashford Cruisers        | Stanwell          |        |                   |                               |
| Ashton Oilers           | Woodford Bridge   |        |                   |                               |
| Ayr Burners             | Ayr               |        |                   |                               |
| Basildon Braves         | Basildon          |        |                   |                               |
| Black Country Nailers   | Halesowen         |        |                   |                               |
| Bristol Packers         | Bristol           |        |                   |                               |
| Chester Romans          | Chester           |        |                   |                               |
| Chingford Centurions    | Chigwell          |        |                   |                               |
| Clydesdale Colts        | Carluke           |        |                   |                               |
| Duchy Destroyers        | Truro             |        |                   |                               |
| Ealing Eagles           | Ealing            |        |                   |                               |
| East Kilbride Pirates   | East Kilbride     |        |                   |                               |
| Eastbourne Crusaders    | Eastbourne        |        |                   |                               |
| Exeter Eagles           | Exeter            |        |                   |                               |
| Farnham Knights         | Farnham           |        |                   |                               |
| Fulham Cardinals        | White City        |        |                   |                               |
| Grays Saxons            | Southwark         |        |                   |                               |
| Halton Demons           | Runcorn           |        |                   |                               |
| Hampshire Cavaliers     | Basingstoke       |        |                   |                               |
| Herts Phantoms          | Baldock           |        |                   |                               |
| Inverclyde Crusaders    | Greenock          |        |                   |                               |
| Lancashire Chieftains   | Chorley           |        |                   |                               |
| Leeds Cobras            | Headingley        |        |                   |                               |
| London Lasers           | Londra            |        |                   |                               |
| Lothian Chieftains      | Livingston        |        |                   |                               |
| Mansfield Express       | Mansfield         |        |                   |                               |
| Medway Mustangs         | Gillinhgam        |        |                   |                               |
| Merton Admirals         | Mitcham           |        |                   |                               |
| Newmarket Hornets       | Newmarket         |        |                   |                               |
| Newton GW’s             | Newton Abbot      |        |                   |                               |
| Norwich Devils          | Norwich           |        |                   |                               |
| South Coast Sharks      | Worthing          |        |                   |                               |
| South Star Scorpions    | Gosport           |        |                   |                               |
| Southampton Seahawks    | Southampton       |        |                   |                               |
| Southend Sabres         | Southend-on-Sea   |        |                   |                               |
| Stockport Falcons       | Stockport         |        |                   |                               |
| Stoke Spitfires         | Stoke-on-Trent    |        |                   |                               |
| Swansea Dragons         | Landore           |        |                   |                               |
| Thames Barriers         | Londra            |        |                   |                               |
| Thanet Vikings          | Canterbury        |        |                   |                               |
| Walsall Titans          | Wolverhampton     |        |                   |                               |
| Warrington Scorpions    | Warrington        |        |                   |                               |
| Washington Presidents   | Sunderland        |        |                   |                               |
| West Bromwich Fireballs | Sandwell          |        |                   |                               |
| Weston Stars            | Weston-super-Mare |        |                   |                               |
| Wight Rhinos            | Newport           |        |                   |                               |
| Wirral Wolves           | Birkenhead        |        |                   |                               |
| Wolverhampton Outlaws   | Wolverhampton     |        |                   |                               |

## Stagione regolare

### Calendario

#### 1ª giornata
| 26 aprile 1987 | Medway Mustangs | 52 – 10 | Ashford Cruisers |  |

| 26 aprile 1987 | Grays Saxons | 0 – 73 | Ashton Oilers |  |

| 26 aprile 1987 | Exeter Eagles | 0 – 85 | Bristol Packers |  |

| 26 aprile 1987 | Leeds Cobras | 40 – 25 | Chester Romans |  |

| 26 aprile 1987 | Inverclyde Crusaders | 0 – 12 | Clydesdale Colts |  |

| 26 aprile 1987 | Newton GW’s | 44 – 8 | Duchy Destroyers |  |

| 26 aprile 1987 | Ayr Burners | 20 – 12 | East Kilbride Pirates |  |

| 26 aprile 1987 | South Coast Sharks | 14 – 46 | Farnham Knights |  |

| 26 aprile 1987 | Wirral Wolves | 26 – 6 | Halton Demons |  |

| 26 aprile 1987 | Newmarket Hornets | 13 – 12 | Herts Phantoms |  |

| 26 aprile 1987 | Washington Presidents | 41 – 21 | Lancashire Chieftains |  |

| 26 aprile 1987 | Stoke Spitfires | 22 – 28 | Mansfield Express |  |

| 26 aprile 1987 | Hampshire Cavaliers | 0 – 7 | Merton Admirals |  |

| 26 aprile 1987 | Basildon Braves | 14 – 13 | Southend Sabres |  |

| 26 aprile 1987 | Eastbourne Crusaders | 18 – 0 | Thanet Vikings |  |

| 26 aprile 1987 | Black Country Nailers | 0 – 46 | West Bromwich Fireballs |  |

| 26 aprile 1987 | Swansea Dragons | 48 – 8 | Weston Stars |  |

| 26 aprile 1987 | Walsall Titans | 39 – 6 | Wolverhampton Outlaws |  |

#### 2ª giornata
| 3 maggio 1987 | Norwich Devils | 14 – 8 | Newmarket Hornets |  |

| 3 maggio 1987 | Chester Romans | 34 – 36 | Washington Presidents |  |

#### 3ª giornata
| 10 maggio 1987 | Clydesdale Colts | 18 – 6 | Ayr Burners |  |

| 10 maggio 1987 | Herts Phantoms | 0 – 7 | Basildon Braves |  |

| 10 maggio 1987 | Mansfield Express | 39 – 0 | Black Country Nailers |  |

| 10 maggio 1987 | Thames Barriers | 7 – 34 | Ealing Eagles |  |

| 10 maggio 1987 | Ashton Oilers | 31 – 6 | Eastbourne Crusaders |  |

| 10 maggio 1987 | Duchy Destroyers | 16 – 20 | Exeter Eagles |  |

| 10 maggio 1987 | Ashford Cruisers | 7 – 32 | Grays Saxons |  |

| 10 maggio 1987 | Farnham Knights | 44 – 0 | Hampshire Cavaliers |  |

| 10 maggio 1987 | Lothian Chieftains | 0 – 3 | Inverclyde Crusaders |  |

| 10 maggio 1987 | Lancashire Chieftains | 22 – 18 | Leeds Cobras |  |

| 10 maggio 1987 | Thanet Vikings | 26 – 36 | Medway Mustangs |  |

| 10 maggio 1987 | Weston Stars | 33 – 35 | Newton GW’s |  |

| 10 maggio 1987 | South Star Scorpions | 38 – 0 | South Coast Sharks |  |

| 10 maggio 1987 | Southend Sabres | 28 – 22 | Southampton Seahawks |  |

| 10 maggio 1987 | Wolverhampton Outlaws | 34 – 31 | Stoke Spitfires |  |

| 10 maggio 1987 | Bristol Packers | 35 – 16 | Swansea Dragons |  |

| 10 maggio 1987 | West Bromwich Fireballs | 7 – 6 | Walsall Titans |  |

| 10 maggio 1987 | Halton Demons | 0 – 22 | Warrington Scorpions |  |

| 10 maggio 1987 | Merton Admirals | 18 – 6 | Wight Rhinos |  |

| 10 maggio 1987 | Stockport Falcons | 6 – 69 | Wirral Wolves |  |

#### 4ª giornata
| 17 maggio 1987 | Ashton Oilers | 83 – 0 | Ashford Cruisers |  |

| 17 maggio 1987 | Warrington Scorpions | 26 – 26 | Chester Romans |  |

| 17 maggio 1987 | Bristol Packers | 100 – 0 | Duchy Destroyers |  |

| 17 maggio 1987 | Chingford Centurions | 0 – 19 | Ealing Eagles |  |

| 17 maggio 1987 | Lothian Chieftains | 12 – 30 | East Kilbride Pirates |  |

| 17 maggio 1987 | Medway Mustangs | 0 – 39 | Eastbourne Crusaders |  |

| 17 maggio 1987 | Merton Admirals | 0 – 37 | Farnham Knights |  |

| 17 maggio 1987 | Leeds Cobras | 41 – 0 | Halton Demons |  |

| 17 maggio 1987 | Southend Sabres | 36 – 12 | Herts Phantoms |  |

| 17 maggio 1987 | Ayr Burners | 22 – 6 | Inverclyde Crusaders |  |

| 17 maggio 1987 | Wirral Wolves | 13 – 34 | Lancashire Chieftains |  |

| 17 maggio 1987 | Thames Barriers | 12 – 6 | London Lasers |  |

| 17 maggio 1987 | Southampton Seahawks | 26 – 58 | Newmarket Hornets |  |

| 17 maggio 1987 | Basildon Braves | 30 – 8 | Norwich Devils |  |

| 17 maggio 1987 | Hampshire Cavaliers | 12 – 56 | South Star Scorpions |  |

| 17 maggio 1987 | Washington Presidents | 128 – 6 | Stockport Falcons |  |

| 17 maggio 1987 | Black Country Nailers | 6 – 39 | Stoke Spitfires |  |

| 17 maggio 1987 | Newton GW’s | 12 – 47 | Swansea Dragons |  |

| 17 maggio 1987 | Grays Saxons | 20 – 12 | Thanet Vikings |  |

| 17 maggio 1987 | Wolverhampton Outlaws | 14 – 47 | West Bromwich Fireballs |  |

| 17 maggio 1987 | Exeter Eagles | 24 – 48 | Weston Stars |  |

| 17 maggio 1987 | South Coast Sharks | 39 – 0 | Wight Rhinos |  |

#### 5ª giornata
| 24 maggio 1987 | Lancashire Chieftains | 42 – 17 | Chester Romans |  |

| 24 maggio 1987 | Clydesdale Colts | 54 – 28 | East Kilbride Pirates |  |

| 24 maggio 1987 | Chingford Centurions | 0 – 17 | London Lasers |  |

| 24 maggio 1987 | Walsall Titans | - – - (rinviata) | Mansfield Express |  |

| 24 maggio 1987 | Warrington Scorpions | 12 – 38 | Wirral Wolves |  |

#### 6ª giornata
| 31 maggio 1987 | Thanet Vikings | 19 – 12 | Ashford Cruisers |  |

| 31 maggio 1987 | Medway Mustangs | 6 – 75 | Ashton Oilers |  |

| 31 maggio 1987 | Southampton Seahawks | 18 – 35 | Basildon Braves |  |

| 31 maggio 1987 | Newton GW’s | 2 – 62 | Bristol Packers |  |

| 31 maggio 1987 | Weston Stars | 8 – 26 | Duchy Destroyers |  |

| 31 maggio 1987 | Swansea Dragons | 73 – 8 | Exeter Eagles |  |

| 31 maggio 1987 | South Star Scorpions | 24 – 35 | Farnham Knights |  |

| 31 maggio 1987 | Ealing Eagles | 14 – 0 | Fulham Cardinals |  |

| 31 maggio 1987 | Eastbourne Crusaders | 41 – 0 | Grays Saxons |  |

| 31 maggio 1987 | Wight Rhinos | 20 – 22 | Hampshire Cavaliers |  |

| 31 maggio 1987 | Norwich Devils | 12 – 0 | Herts Phantoms |  |

| 31 maggio 1987 | Stockport Falcons | 12 – 50 | Leeds Cobras |  |

| 31 maggio 1987 | Ayr Burners | 15 – 20 | Lothian Chieftains |  |

| 31 maggio 1987 | South Coast Sharks | 18 – 0 | Merton Admirals |  |

| 31 maggio 1987 | Newmarket Hornets | - – - (rinviata) | Southend Sabres |  |

| 31 maggio 1987 | Chingford Centurions | 6 – 19 | Thames Barriers |  |

| 31 maggio 1987 | Stoke Spitfires | 22 – 12 | Walsall Titans |  |

| 31 maggio 1987 | Lancashire Chieftains | 38 – 14 | Warrington Scorpions |  |

| 31 maggio 1987 | Halton Demons | 14 – 42 | Washington Presidents |  |

| 31 maggio 1987 | Mansfield Express | 25 – 27 | West Bromwich Fireballs |  |

| 31 maggio 1987 | Black Country Nailers | 8 – 20 | Wolverhampton Outlaws |  |

#### 7ª giornata
| 7 giugno 1987 | Lothian Chieftains | 12 – 26 | Clydesdale Colts |  |

| 7 giugno 1987 | London Lasers | 0 – 16 | Ealing Eagles |  |

| 7 giugno 1987 | Ashford Cruisers | 0 – 88 | Eastbourne Crusaders |  |

| 7 giugno 1987 | East Kilbride Pirates | 0 – 16 | Inverclyde Crusaders |  |

| 7 giugno 1987 | Washington Presidents | 28 – 20 | Leeds Cobras |  |

| 7 giugno 1987 | Wolverhampton Outlaws | 20 – 24 | Mansfield Express |  |

| 7 giugno 1987 | Grays Saxons | 33 – 29 | Medway Mustangs |  |

| 7 giugno 1987 | Exeter Eagles | 18 – 40 | Newton GW’s |  |

| 7 giugno 1987 | Southend Sabres | 12 – 22 | Norwich Devils |  |

| 7 giugno 1987 | Hampshire Cavaliers | 29 – 22 | South Coast Sharks |  |

| 7 giugno 1987 | Merton Admirals | 0 – 15 | South Star Scorpions |  |

| 7 giugno 1987 | Herts Phantoms | 14 – 0 | Southampton Seahawks |  |

| 7 giugno 1987 | Halton Demons | 2 – 0 | Stockport Falcons |  |

| 7 giugno 1987 | West Bromwich Fireballs | 8 – 18 | Stoke Spitfires |  |

| 7 giugno 1987 | Duchy Destroyers | 6 – 65 | Swansea Dragons |  |

| 7 giugno 1987 | Fulham Cardinals | 9 – 24 | Thames Barriers |  |

| 7 giugno 1987 | Ashton Oilers | 58 – 0 | Thanet Vikings |  |

| 7 giugno 1987 | Wirral Wolves | 68 – 2 | Warrington Scorpions |  |

| 7 giugno 1987 | Bristol Packers | 21 – 0 | Weston Stars |  |

| 7 giugno 1987 | Farnham Knights | 81 – 7 | Wight Rhinos |  |

#### 8ª giornata
| 14 giugno 1987 | London Lasers | 14 – 42 | Fulham Cardinals |  |

| 14 giugno 1987 | Basildon Braves | 28 – 14 | Newmarket Hornets |  |

| 14 giugno 1987 | Wight Rhinos | - – - (rinviata) | South Star Scorpions |  |

| 14 giugno 1987 | Stockport Falcons | 0 – 25 | Warrington Scorpions |  |

| 14 giugno 1987 | Chester Romans | 6 – 28 | Wirral Wolves |  |

#### 9ª giornata
| 21 giugno 1987 | Eastbourne Crusaders | 65 – 0 | Ashford Cruisers |  |

| 21 giugno 1987 | Thanet Vikings | 0 – 27 | Ashton Oilers |  |

| 21 giugno 1987 | Newmarket Hornets | 14 – 12 | Basildon Braves |  |

| 21 giugno 1987 | Weston Stars | 0 – 67 | Bristol Packers |  |

| 21 giugno 1987 | Swansea Dragons | 34 – 8 | Duchy Destroyers |  |

| 21 giugno 1987 | Inverclyde Crusaders | 9 – 24 | East Kilbride Pirates |  |

| 21 giugno 1987 | Newton GW’s | 35 – 8 | Exeter Eagles |  |

| 21 giugno 1987 | Wight Rhinos | 0 – 52 | Farnham Knights |  |

| 21 giugno 1987 | Chingford Centurions | 8 – 20 | Fulham Cardinals |  |

| 21 giugno 1987 | Medway Mustangs | 37 – 26 | Grays Saxons |  |

| 21 giugno 1987 | Stockport Falcons | 6 – 6 | Halton Demons |  |

| 21 giugno 1987 | South Coast Sharks | 41 – 12 | Hampshire Cavaliers |  |

| 21 giugno 1987 | Southampton Seahawks | 18 – 5 | Herts Phantoms |  |

| 21 giugno 1987 | Chester Romans | 13 – 29 | Lancashire Chieftains |  |

| 21 giugno 1987 | Ealing Eagles | 27 – 19 | London Lasers |  |

| 21 giugno 1987 | Clydesdale Colts | 56 – 20 | Lothian Chieftains |  |

| 21 giugno 1987 | South Star Scorpions | 22 – 20 | Merton Admirals |  |

| 21 giugno 1987 | Norwich Devils | 13 – 0 | Southend Sabres |  |

| 21 giugno 1987 | Black Country Nailers | 6 – 44 | Walsall Titans |  |

| 21 giugno 1987 | Leeds Cobras | 29 – 24 | Washington Presidents |  |

| 21 giugno 1987 | Stoke Spitfires | - – - (rinviata) | West Bromwich Fireballs |  |

| 21 giugno 1987 | Mansfield Express | 39 – 36 | Wolverhampton Outlaws |  |

#### 10ª giornata
| 28 giugno 1987 | Lothian Chieftains | 16 – 24 | Ayr Burners |  |

| 28 giugno 1987 | Black Country Nailers | 28 – 36 | Wolverhampton Outlaws |  |

| 28 giugno 1987 | Stockport Falcons | 16 – 45 | Chester Romans |  |

| 28 giugno 1987 | Thames Barriers | 25 – 2 | Chingford Centurions |  |

| 28 giugno 1987 | East Kilbride Pirates | 6 – 7 | Clydesdale Colts |  |

| 28 giugno 1987 | Grays Saxons | 28 – 31 | Eastbourne Crusaders |  |

| 28 giugno 1987 | Halton Demons | 0 – 72 | Lancashire Chieftains |  |

| 28 giugno 1987 | West Bromwich Fireballs | 6 – 2 | Mansfield Express |  |

| 28 giugno 1987 | Ashton Oilers | 72 – 10 | Medway Mustangs |  |

| 28 giugno 1987 | Southend Sabres | 14 – 26 | Newmarket Hornets |  |

| 28 giugno 1987 | Bristol Packers | 62 – 0 | Newton GW’s |  |

| 28 giugno 1987 | Herts Phantoms | 6 – 12 | Norwich Devils |  |

| 28 giugno 1987 | Merton Admirals | 0 – 24 | South Coast Sharks |  |

| 28 giugno 1987 | Farnham Knights | - – - (rinviata) | South Star Scorpions |  |

| 28 giugno 1987 | Basildon Braves | 44 – 6 | Southampton Seahawks |  |

| 28 giugno 1987 | Walsall Titans | 6 – 12 | Stoke Spitfires |  |

| 28 giugno 1987 | Exeter Eagles | 0 – 70 | Swansea Dragons |  |

| 28 giugno 1987 | Ashford Cruisers | 6 – 48 | Thanet Vikings |  |

| 28 giugno 1987 | Washington Presidents | 60 – 37 | Warrington Scorpions |  |

| 28 giugno 1987 | Duchy Destroyers | 14 – 12 | Weston Stars |  |

| 28 giugno 1987 | Hampshire Cavaliers | 33 – 0 | Wight Rhinos |  |

| 28 giugno 1987 | Leeds Cobras | 14 – 12 | Wirral Wolves |  |

#### 11ª giornata
| 5 luglio 1987 | Fulham Cardinals | 0 – 3 | Ealing Eagles |  |

| 5 luglio 1987 | Walsall Titans | 36 – 29 | Mansfield Express |  |

| 5 luglio 1987 | Swansea Dragons | 1 – 0 (a tavolino) | Newton GW’s |  |

| 5 luglio 1987 | Southampton Seahawks | 0 – 28 | Norwich Devils |  |

| 5 luglio 1987 | Farnham Knights | 33 – 6 | South Star Scorpions |  |

| 5 luglio 1987 | London Lasers | 18 – 32 | Thames Barriers |  |

#### 12ª giornata
| 12 luglio 1987 | Ashford Cruisers | 0 – 90 | Ashton Oilers |  |

| 12 luglio 1987 | Inverclyde Crusaders | 18 – 6 | Ayr Burners |  |

| 12 luglio 1987 | Norwich Devils | 2 – 8 | Basildon Braves |  |

| 12 luglio 1987 | Stoke Spitfires | 39 – 6 | Black Country Nailers |  |

| 12 luglio 1987 | Duchy Destroyers | 0 – 76 | Bristol Packers |  |

| 12 luglio 1987 | Ealing Eagles | 19 – 0 | Chingford Centurions |  |

| 12 luglio 1987 | Weston Stars | 56 – 0 | Exeter Eagles |  |

| 12 luglio 1987 | Thanet Vikings | 21 – 8 | Grays Saxons |  |

| 12 luglio 1987 | Chester Romans | 37 – 0 | Halton Demons |  |

| 12 luglio 1987 | South Star Scorpions | 14 – 6 | Hampshire Cavaliers |  |

| 12 luglio 1987 | Warrington Scorpions | 7 – 29 | Leeds Cobras |  |

| 12 luglio 1987 | East Kilbride Pirates | 28 – 15 | Lothian Chieftains |  |

| 12 luglio 1987 | Eastbourne Crusaders | 32 – 0 | Medway Mustangs |  |

| 12 luglio 1987 | Farnham Knights | 27 – 7 | Merton Admirals |  |

| 12 luglio 1987 | Wight Rhinos | 10 – 11 | South Coast Sharks |  |

| 12 luglio 1987 | Newmarket Hornets | 47 – 14 | Southampton Seahawks |  |

| 12 luglio 1987 | Herts Phantoms | 32 – 0 | Southend Sabres |  |

| 12 luglio 1987 | Lancashire Chieftains | 34 – 0 | Stockport Falcons |  |

| 12 luglio 1987 | Mansfield Express | 30 – 14 | Walsall Titans |  |

| 12 luglio 1987 | Wirral Wolves | 62 – 66 | Washington Presidents |  |

| 12 luglio 1987 | West Bromwich Fireballs | 42 – 0 | Wolverhampton Outlaws |  |

#### 13ª giornata
| 19 luglio 1987 | Grays Saxons | 66 – 2 | Ashford Cruisers |  |

| 19 luglio 1987 | Eastbourne Crusaders | 21 – 20 | Ashton Oilers |  |

| 19 luglio 1987 | Swansea Dragons | 18 – 53 | Bristol Packers |  |

| 19 luglio 1987 | Washington Presidents | 1 – 0 (a tavolino) | Chester Romans |  |

| 19 luglio 1987 | Ayr Burners | 12 – 14 | Clydesdale Colts |  |

| 19 luglio 1987 | Exeter Eagles | 0 – 48 | Duchy Destroyers |  |

| 19 luglio 1987 | Hampshire Cavaliers | 6 – 22 | Farnham Knights |  |

| 19 luglio 1987 | Warrington Scorpions | 37 – 0 | Halton Demons |  |

| 19 luglio 1987 | Basildon Braves | - – - (rinviata) | Herts Phantoms |  |

| 19 luglio 1987 | Leeds Cobras | 18 – 18 | Lancashire Chieftains |  |

| 19 luglio 1987 | Fulham Cardinals | 24 – 6 | London Lasers |  |

| 19 luglio 1987 | Inverclyde Crusaders | 0 – 13 | Lothian Chieftains |  |

| 19 luglio 1987 | Black Country Nailers | 0 – 34 | Mansfield Express |  |

| 19 luglio 1987 | Wight Rhinos | 6 – 20 | Merton Admirals |  |

| 19 luglio 1987 | Newmarket Hornets | 7 – 6 | Norwich Devils |  |

| 19 luglio 1987 | South Coast Sharks | 10 – 8 | South Star Scorpions |  |

| 19 luglio 1987 | Southampton Seahawks | - – - (rinviata) | Southend Sabres |  |

| 19 luglio 1987 | Wirral Wolves | 30 – 0 | Stockport Falcons |  |

| 19 luglio 1987 | Ealing Eagles | 9 – 14 | Thames Barriers |  |

| 19 luglio 1987 | Medway Mustangs | 36 – 14 | Thanet Vikings |  |

| 19 luglio 1987 | Walsall Titans | 0 – 14 | West Bromwich Fireballs |  |

| 19 luglio 1987 | Newton GW’s | 35 – 46 | Weston Stars |  |

| 19 luglio 1987 | Stoke Spitfires | 24 – 0 | Wolverhampton Outlaws |  |

#### 14ª giornata
| 26 luglio 1987 | East Kilbride Pirates | 6 – 0 | Ayr Burners |  |

| 26 luglio 1987 | Southend Sabres | 9 – 6 | Basildon Braves |  |

| 26 luglio 1987 | West Bromwich Fireballs | 26 – 0 | Black Country Nailers |  |

| 26 luglio 1987 | London Lasers | 22 – 15 | Chingford Centurions |  |

| 26 luglio 1987 | Thanet Vikings | 0 – 27 | Eastbourne Crusaders |  |

| 26 luglio 1987 | Bristol Packers | 115 – 0 | Exeter Eagles |  |

| 26 luglio 1987 | Thames Barriers | 16 – 14 | Fulham Cardinals |  |

| 26 luglio 1987 | Ashton Oilers | 48 – 6 | Grays Saxons |  |

| 26 luglio 1987 | Merton Admirals | 17 – 14 | Hampshire Cavaliers |  |

| 26 luglio 1987 | Clydesdale Colts | 36 – 0 | Inverclyde Crusaders |  |

| 26 luglio 1987 | Chester Romans | 7 – 38 | Leeds Cobras |  |

| 26 luglio 1987 | Ashford Cruisers | 31 – 68 | Medway Mustangs |  |

| 26 luglio 1987 | Herts Phantoms | 37 – 13 | Newmarket Hornets |  |

| 26 luglio 1987 | Duchy Destroyers | 34 – 14 | Newton GW’s |  |

| 26 luglio 1987 | Farnham Knights | 37 – 0 | South Coast Sharks |  |

| 26 luglio 1987 | Norwich Devils | 52 – 8 | Southampton Seahawks |  |

| 26 luglio 1987 | Warrington Scorpions | 38 – 12 | Stockport Falcons |  |

| 26 luglio 1987 | Mansfield Express | 24 – 12 | Stoke Spitfires |  |

| 26 luglio 1987 | Weston Stars | 3 – 35 | Swansea Dragons |  |

| 26 luglio 1987 | Wolverhampton Outlaws | 6 – 30 | Walsall Titans |  |

| 26 luglio 1987 | Lancashire Chieftains | 13 – 62 | Washington Presidents |  |

| 26 luglio 1987 | South Star Scorpions | 38 – 6 | Wight Rhinos |  |

| 26 luglio 1987 | Halton Demons | 0 – 1 (a tavolino) | Wirral Wolves |  |

#### 15ª giornata
| 2 agosto 1987 | Chingford Centurions | 6 – 24 | Fulham Cardinals |  |

| 2 agosto 1987 | Basildon Braves | 6 – 33 | Herts Phantoms |  |

| 2 agosto 1987 | Southend Sabres | 1 – 0 (a tavolino) | Newmarket Hornets |  |

| 2 agosto 1987 | Southampton Seahawks | 0 – 1 (a tavolino) | Southend Sabres |  |

| 2 agosto 1987 | Ashford Cruisers | 6 – 65 | Thanet Vikings |  |

| 2 agosto 1987 | Stoke Spitfires | 20 – 21 | West Bromwich Fireballs |  |

#### 16ª giornata
| 9 agosto 1987 | Walsall Titans | 42 – 14 | Black Country Nailers |  |

### Classifica
La classifica della regular season è la seguente:
- PCT = percentuale di vittorie, G = partite giocate, V = partite vinte, P = partite perse, PF = punti fatti, PS = punti subiti

#### Scotland Conference
| Pos. | Squadra               | PCT   | G | V | N | P | PF  | PS  |
| ---- | --------------------- | ----- | - | - | - | - | --- | --- |
| 1    | Clydesdale Colts      | 1.000 | 8 | 8 | 0 | 0 | 223 | 84  |
| 2    | East Kilbride Pirates | .500  | 8 | 4 | 0 | 4 | 134 | 133 |
| 3    | Ayr Burners           | .375  | 8 | 3 | 0 | 5 | 105 | 110 |
| 4    | Inverclyde Crusaders  | .375  | 8 | 3 | 0 | 5 | 52  | 113 |
| 5    | Lothian Chieftains    | .250  | 8 | 2 | 0 | 6 | 108 | 182 |

#### Northern Conference
| Pos. | Squadra               | PCT  | G  | V | N | P | PF  | PS  |
| ---- | --------------------- | ---- | -- | - | - | - | --- | --- |
| 1    | Washington Presidents | .900 | 10 | 9 | 0 | 1 | 488 | 235 |
| 2    | Lancashire Chieftains | .750 | 10 | 7 | 1 | 2 | 323 | 196 |
| 3    | Leeds Cobras          | .750 | 10 | 7 | 1 | 2 | 297 | 155 |
| 4    | Wirral Wolves         | .700 | 10 | 7 | 0 | 3 | 347 | 146 |
| 5    | Warrington Scorpions  | .450 | 10 | 4 | 1 | 5 | 220 | 271 |
| 6    | Chester Romans        | .250 | 10 | 2 | 1 | 7 | 209 | 256 |
| 7    | Halton Demons         | .150 | 10 | 1 | 1 | 8 | 28  | 284 |
| 8    | Stockport Falcons     | .050 | 10 | 0 | 1 | 9 | 58  | 427 |

#### Central Conference
| Pos. | Squadra                 | PCT  | G  | V | N | P | PF  | PS  |
| ---- | ----------------------- | ---- | -- | - | - | - | --- | --- |
| 1    | West Bromwich Fireballs | .900 | 10 | 9 | 0 | 1 | 244 | 85  |
| 2    | Mansfield Express       | .700 | 10 | 7 | 0 | 3 | 274 | 173 |
| 3    | Stoke Spitfires         | .600 | 10 | 6 | 0 | 4 | 249 | 145 |
| 4    | Walsall Titans          | .500 | 10 | 5 | 0 | 5 | 229 | 156 |
| 5    | Wolverhampton Outlaws   | .200 | 10 | 2 | 0 | 8 | 164 | 320 |
| 6    | Black Country Nailers   | .100 | 10 | 1 | 0 | 9 | 76  | 357 |

#### South West Conference
| Pos. | Squadra          | PCT   | G  | V  | N | P | PF  | PS  |
| ---- | ---------------- | ----- | -- | -- | - | - | --- | --- |
| 1    | Bristol Packers  | 1.000 | 10 | 10 | 0 | 0 | 676 | 36  |
| 2    | Swansea Dragons  | .800  | 10 | 8  | 0 | 2 | 407 | 133 |
| 3    | Newton GW’s      | .400  | 10 | 4  | 0 | 6 | 217 | 319 |
| 4    | Duchy Destroyers | .400  | 10 | 4  | 0 | 6 | 160 | 373 |
| 5    | Weston Stars     | .300  | 10 | 3  | 0 | 7 | 214 | 305 |
| 6    | Exeter Eagles    | .100  | 10 | 1  | 0 | 9 | 78  | 586 |

#### Southern Conference
| Pos. | Squadra              | PCT   | G  | V  | N | P  | PF  | PS  |
| ---- | -------------------- | ----- | -- | -- | - | -- | --- | --- |
| 1    | Farnham Knights      | 1.000 | 10 | 10 | 0 | 0  | 414 | 64  |
| 2    | South Star Scorpions | .700  | 10 | 7  | 0 | 3  | 259 | 108 |
| 3    | South Coast Sharks   | .600  | 10 | 6  | 0 | 4  | 179 | 180 |
| 4    | Merton Admirals      | .400  | 10 | 4  | 0 | 6  | 69  | 169 |
| 5    | Hampshire Cavaliers  | .300  | 10 | 3  | 0 | 7  | 134 | 243 |
| 6    | Wight Rhinos         | .000  | 10 | 0  | 0 | 10 | 61  | 352 |

#### South East Conference
| Pos. | Squadra              | PCT  | G  | V | N | P  | PF  | PS  |
| ---- | -------------------- | ---- | -- | - | - | -- | --- | --- |
| 1    | Ashton Oilers        | .900 | 10 | 9 | 0 | 1  | 578 | 50  |
| 2    | Eastbourne Crusaders | .900 | 10 | 9 | 0 | 1  | 369 | 79  |
| 3    | Medway Mustangs      | .400 | 10 | 4 | 0 | 6  | 274 | 389 |
| 4    | Thanet Vikings       | .400 | 10 | 4 | 0 | 6  | 187 | 248 |
| 5    | Grays Saxons         | .400 | 10 | 4 | 0 | 6  | 219 | 301 |
| 6    | Ashford Cruisers     | .000 | 10 | 0 | 0 | 10 | 68  | 628 |

#### Eastern Conference
| Pos. | Squadra              | PCT  | G  | V | N | P | PF  | PS  |
| ---- | -------------------- | ---- | -- | - | - | - | --- | --- |
| 1    | Basildon Braves      | .700 | 10 | 7 | 0 | 3 | 190 | 117 |
| 2    | Norwich Devils       | .700 | 10 | 7 | 0 | 3 | 169 | 79  |
| 3    | Herts Phantoms       | .500 | 10 | 5 | 0 | 5 | 129 | 91  |
| 4    | Newmarket Hornets    | .500 | 10 | 5 | 0 | 5 | 174 | 142 |
| 5    | Southend Sabres      | .500 | 10 | 5 | 0 | 5 | 114 | 147 |
| 6    | Southampton Seahawks | .100 | 10 | 1 | 0 | 9 | 112 | 312 |

#### Capital Conference
| Pos. | Squadra              | PCT  | G | V | N | P | PF  | PS  |
| ---- | -------------------- | ---- | - | - | - | - | --- | --- |
| 1    | Ealing Eagles        | .875 | 8 | 7 | 0 | 1 | 141 | 40  |
| 2    | Thames Barriers      | .875 | 8 | 7 | 0 | 1 | 149 | 98  |
| 3    | Fulham Cardinals     | .500 | 8 | 4 | 0 | 4 | 127 | 91  |
| 4    | London Lasers        | .250 | 8 | 2 | 0 | 6 | 102 | 162 |
| 5    | Chingford Centurions | .000 | 8 | 0 | 0 | 8 | 37  | 165 |

## Playoff

### Tabellone
|  | Quarti di finale        | Quarti di finale        | Quarti di finale |               |                  | Semifinali       | Semifinali | Semifinali |  |  | I Division One Bowl | I Division One Bowl | I Division One Bowl |  |
|  |                         |                         |                  |               |                  |                  |            |            |  |  |                     |                     |                     |  |
|  | Clydesdale Colts        | Clydesdale Colts        | 20               |               |                  |                  |            |            |  |  |                     |                     |                     |  |
|  | Clydesdale Colts        | Clydesdale Colts        | 20               |               |                  |                  |            |            |  |  |                     |                     |                     |  |
|  | Washington Presidents   | Washington Presidents   | 19               |               |                  |                  |            |            |  |  |                     |                     |                     |  |
|  | Washington Presidents   | Washington Presidents   | 19               |               | Clydesdale Colts | Clydesdale Colts | 6          |            |  |  |                     |                     |                     |  |
|  |                         |                         |                  |               | Clydesdale Colts | Clydesdale Colts | 6          |            |  |  |                     |                     |                     |  |
|  |                         |                         | Ealing Eagles    | Ealing Eagles | 7                |                  |            |            |  |  |                     |                     |                     |  |
|  | Ealing Eagles           | Ealing Eagles           | Ealing Eagles    | Ealing Eagles | 7                | 32               |            |            |  |  |                     |                     |                     |  |
|  | Ealing Eagles           | Ealing Eagles           |                  |               |                  |                  |            |            |  |  |                     |                     |                     |  |
|  | Basildon Braves         | Basildon Braves         | 0                |               |                  |                  |            |            |  |  |                     |                     |                     |  |
|  | Basildon Braves         | Basildon Braves         | 0                |               | Ealing Eagles    | Ealing Eagles    | 7          |            |  |  |                     |                     |                     |  |
|  |                         |                         |                  |               |                  |                  |            |            |  |  |                     |                     |                     |  |
|  |                         |                         | Ashton Oilers    | Ashton Oilers | 27               |                  |            |            |  |  |                     |                     |                     |  |
|  | Bristol Packers         | Bristol Packers         | Ashton Oilers    | Ashton Oilers | 27               | 12               |            |            |  |  |                     |                     |                     |  |
|  | Bristol Packers         | Bristol Packers         |                  |               |                  |                  |            |            |  |  |                     |                     |                     |  |
|  | West Bromwich Fireballs | West Bromwich Fireballs | 7                |               |                  |                  |            |            |  |  |                     |                     |                     |  |
|  | West Bromwich Fireballs | West Bromwich Fireballs | 7                |               | Bristol Packers  | Bristol Packers  | 0          |            |  |  |                     |                     |                     |  |
|  |                         |                         |                  |               | Bristol Packers  | Bristol Packers  | 0          |            |  |  |                     |                     |                     |  |
|  |                         |                         | Ashton Oilers    | Ashton Oilers | 12               |                  |            |            |  |  |                     |                     |                     |  |
|  | Farnham Knights         | Farnham Knights         | Ashton Oilers    | Ashton Oilers | 12               | 8                |            |            |  |  |                     |                     |                     |  |
|  | Farnham Knights         | Farnham Knights         |                  |               |                  |                  |            |            |  |  |                     |                     |                     |  |
|  | Ashton Oilers           | Ashton Oilers           | 27               |               |                  |                  |            |            |  |  |                     |                     |                     |  |

### Quarti di finale
| Fleet 16 agosto 1987 | Farnham Knights | 8 – 27 | Ashton Oilers |  |

| Greenford 16 agosto 1987 | Ealing Eagles | 32 – 0 | Basildon Braves |  |

| Carluke 16 agosto 1987 | Clydesdale Colts | 20 – 19 | Washington Presidents | Loch Park |

| Keynsham 16 agosto 1987 | Bristol Packers | 12 – 7 | West Bromwich Fireballs | Crown Fields |

### Semifinali
| Carluke 30 agosto 1987 | Clydesdale Colts | 6 – 7 | Ealing Eagles | Loch Park |

| Keynsham 30 agosto 1987 | Bristol Packers | 0 – 12 | Ashton Oilers | Crown Fields |

### I Division One Bowl
| Stoke-on-Trent 6 settembre 1987 | Ealing Eagles | 7 – 27 | Ashton Oilers | Vale Park |

## Verdetti
- Ashton Oilers vincitori del Division One Bowl (campioni di Gran Bretagna di terzo livello) 1987